# 대니얼 존스 (음악가)
대니얼 존스(Daniel Jones, 1973년 7월 22일 ~ )는 오스트레일리아의 송라이터이자 음악 프로듀서이다. 대런 헤이스와 함께 팝 듀오 새비지 가든 (Savage Garden)을 결성하여, 1997년에 음반 Savage Garden을 발표했다. 1999년 두 번째 음반 Affirmation을 발표하고 싱글 "I Knew I Loved You"는 4주 연속 1위, 미국 연간 3위의 대히트를 달성했다. 새비지 가든은 2001년 해체하기까지 전 세계적으로 총 2300만장의 판매를 올렸다.